# Libčeves
Obec Libčeves (německy Liebshausen) se nachází v okrese Louny v Ústeckém kraji, zhruba 11 km ssv. od Loun, při silnici I/15, spojující Most a Lovosice. Žije v ní 940 obyvatel.

## Historie
První písemná zmínka o obci pochází z roku 1295. Dne 19. prosince 1898 byla Libčeves zapojena do železniční sítě, v ten den byl zahájen provoz na železniční trati Čížkovice–Obrnice. V letech 1938 až 1945 byla Libčeves (v důsledku uzavření Mnichovské dohody) přičleněna k nacistickému Německu.

### Nelegální skládka odpadů
Na přelomu let 2005 a 2006 byly do obce ilegálně navezeny tisíce tun odpadů z Německa. Po odhalení skandálu byly odpady několikrát záměrně zapáleny. Po dlouhém vyjednávání byla nakonec část ohořelých zbytků odpadů odvezena zpět do Německa. Za nelegální dovoz odpadů byla Českou inspekcí životního prostředí (ČIŽP) udělena bezprecedentní pokuta ve výši 10 milionů korun. Případ vyšetřovala kriminální policie. V kauze nelegálních dovozů padla počátkem února 2009 první obžaloba, když před soudem stanul jednatel jedné z dopravních firem, které se na dovozu podílela. V dalších dvou přípravných řízeních bylo stíháno celkem osm osob. V říjnu 2009 státní zástupce trestní stíhání zastavil .

## Obyvatelstvo
Při sčítání lidu v roce 1921 zde žilo 599 obyvatel (z toho 285 mužů), z nichž bylo 150 Čechoslováků, 446 Němců, dva Židé a jeden příslušník jiné národnosti. Převažovala římskokatolická většina, ale tři lidé byli evangelíky, 39 se jich hlásili k církvi československé, šest k izraelské a tři byli bez vyznání. Podle sčítání lidu z roku 1930 měla vesnice 595 obyvatel: 198 Čechoslováků, 395 Němců a dva cizince. Stále převažovala římskokatolická většina, ale žilo zde také třináct evangelíků, 27 členů církve československé, šest židů a dvacet lidí bez vyznání.
| Obec Libčeves                                                           | Obec Libčeves | Obec Libčeves | Obec Libčeves | Obec Libčeves | Obec Libčeves | Obec Libčeves | Obec Libčeves | Obec Libčeves | Obec Libčeves | Obec Libčeves | Obec Libčeves | Obec Libčeves | Obec Libčeves | Obec Libčeves | Obec Libčeves |
|                                                                         | 1869          | 1880          | 1890          | 1900          | 1910          | 1921          | 1930          | 1950          | 1961          | 1970          | 1980          | 1991          | 2001          | 2011          | 2021          |
| ----------------------------------------------------------------------- | ------------- | ------------- | ------------- | ------------- | ------------- | ------------- | ------------- | ------------- | ------------- | ------------- | ------------- | ------------- | ------------- | ------------- | ------------- |
| Obyvatelé                                                               | 2 120         | 2 360         | 2 186         | 2 150         | 2 032         | 1 908         | 2 022         | 1 255         | 1 112         | 1 011         | 976           | 912           | 858           | 925           | 905           |
| Místní část Libčeves                                                    |               |               |               |               |               |               |               |               |               |               |               |               |               |               |               |
| Obyvatelé                                                               | 519           | 675           | 643           | 614           | 582           | 599           | 595           | 377           | 370           | 410           | 491           | 480           | 507           | 574           | 511           |
| Domy                                                                    | 78            | 88            | 94            | 103           | 117           | 122           | 123           | 123           | 113           | 99            | 111           | 135           | 148           | 158           | 165           |
| Data z roku 1961 zahrnují i domy z místních částí Lahovice a Všechlapy. |               |               |               |               |               |               |               |               |               |               |               |               |               |               |               |

## Obecní správa

### Části obce
- Libčeves
- Hnojnice
- Hořenec
- Charvatce
- Jablonec
- Lahovice
- Mnichov
- Řisuty
- Sinutec
- Všechlapy
- Židovice

### Obecní symboly
Znak a vlajka byly obci uděleny rozhodnutím předsedy Poslanecké sněmovny Parlamentu České republiky dne 5. dubna 2001.

## Pamětihodnosti
- Na návrší v jižní části vesnice stojí zřícenina libčeveského zámku. Jeho předchůdcem byla gotická tvrz ze čtrnáctého století, která byla na počátku sedmnáctého století renesančně upravena. Dochovanou podobu zámek získal během barokní přestavby v polovině osmnáctého století. V důsledku zanedbané údržby ve druhé polovině dvacátého století zámek zchátral a změnil se ve zříceninu.[13]
- Uprostřed vesnice stojí původně románský kostel Stětí svatého Jana Křtitele, který byl rozšířen přístavbami v gotickém a barokním slohu.[14]
- Fara – dům čp. 9
- Sýpka

## Osobnosti
- Carl Ferdinand Peters  (1825–1881), lékař, geolog,  mineralog a paleontolog